# Viktor Fischer (fotograf)
Viktor Fischer (28. března 1967, Praha) je český fotograf.

## Život
V roce 1985 vystudoval Střední průmyslovou školy stavební, a poté působil jako stavební mistr, noční hlídač atd. V roce 1997 vystudoval fotografii na FAMU. Působí jako volný fotograf.
V letech 1999 až 2001 získal spolu s Alenou Dvořákovou třikrát ceny Czech Press Photo za společné série fotografií z misií v různých zemích světa.